# Phigalia denticulata
Phigalia denticulata är en fjärilsart som beskrevs av George Duryea Hulst 1900. Phigalia denticulata ingår i släktet Phigalia och familjen mätare. Inga underarter finns listade i Catalogue of Life.